# Aalborg Boldspilklub
L'Aalborg Boldspilklub è una società polisportiva danese con sede nella città di Aalborg. Il club è noto anche come Aalborg BK, abbreviato in AaB. In passato la società ha avuto squadre di cricket, football americano e dei propri tennisti, ma attualmente controlla soltanto squadre di calcio, hockey su ghiaccio, floorball e pallamano. Ognuna di queste squadre milita nella massima divisione danese dei loro rispettivi sport. Lo sponsor tecnico delle tre squadre è la Macron, mentre lo sponsor principale delle squadre di calcio e pallamano è la banca regionale Spar Nord.
La società è quotata alla Borsa di Copenaghen nel segmento Small.

## Storia della società
L'AaB venne fondato il 13 maggio 1885 da ingegneri inglesi impiegati nella costruzione delle ferrovie nella penisola dello Jutland. Nei primi anni la società praticava il cricket, sport tipicamente britannico. Il primo nome fu Aalborg Cricketklub, cambiato in Aalborg Boldklub nel 1899. Il calcio cominciò a essere disputato a livello amatoriale nel 1902: da allora, tale disciplina si è affermata come la principale e il nome del club è stato mutato in Aalborg Boldspilklub af 1885 nel 1906.

## Calcio
Il club costituì una squadra di calcio maschile nel 1902. La compagnia prende parte alla Superligaen dal 1987 e si è aggiudicata quattro campionati: nel 1995, nel 1999, nel 2008 e nel 2014.

### Storia
L'Aalborg Boldspilklub fece parte della massima divisione danese dalla stagione 1928-29, fino alla retrocessione del club nel 1947. Ritornò nella massima competizione nel 1963 e vi rimase fino ad oggi, eccetto negli anni 1972, 1978 e dal 1981 al 1986. Nonostante abbia trascorso molti anni nel massimo campionato danese, il club non vinse mai un titolo, ma si aggiudicò la coppa danese nel 1966 e 1970.
Nella stagione 1994-1995 Erik Bo Andersen, con 24 reti, divenne il capocannoniere del campionato e la squadra allenata da Poul Erik Andreasen vinse anche il suo primo titolo, con annesso accesso diretto ai preliminari di Champions League.
La gara di qualificazione contro la Dinamo Kiev finì in sconfitta; tuttavia, la squadra ucraina venne successivamente accusata di un fallito tentativo di corruzione dell'arbitro alla prima partita del girone contro il Panathīnaïkos, comportando l'esclusione dalla competizione, una squalifica per i due anni successivi e la conseguente entrata nel girone dell'Aalborg. I biancorossi divennero quindi la prima squadra danese a competere nella fase a gironi della Champions League. Anche se la sua partecipazione si concluse nel girone eliminatorio con l'ultimo posto, l'Aalborg ottenne comunque 4 punti e una vittoria contro il Panathinaikos.
Nel campionato 1997-1998, il club vinse il titolo sotto la guida dell'allenatore svedese Hans Backe ed i gol di Søren Frederiksen, che realizzò 17 reti. L'Aalborg si giocò con la Dinamo Kiev l'accesso alla UEFA Champions League, perdendo 1-2 in casa e pareggiando 2-2 a Kiev.
Dopo quella stagione, la squadra non andò oltre le posizioni di centro classifica nel campionato, guadagnando al più il quarto posto nel 2001-2002 e 2004-2005. Arrivò al terzo posto nella stagione 2006-2007, in cui Rade Prica vinse il titolo di capocannoniere con 19 gol alla prima stagione con la maglia dell'Aalborg.
Nel 2007-2008 l'Aalborg vinse il campionato danese per la terza volta. Grazie al terzo posto dell'anno precedente l'Aalborg partecipò alla Coppa Intertoto, in cui disputò la prima partita contro i finlandesi dell'FC Honka, riuscendo a passare il turno grazie alla differenza di reti segnate fuori casa: 2-2 in Finlandia e 1-1 in Danimarca. Nel terzo ed ultimo turno giocò contro il Gent, pareggiando 1-1 fuori casa, ma in virtù della vittoria casalinga per 2-1 poté qualificarsi per la Coppa UEFA, avendo accesso diretto al secondo turno di qualificazione contro l'HJK Helsinki. Il primo match in Finlandia finì per 2-1 per la squadra di casa, ma nel ritorno l'Aalborg si impose per 3-0. Nel primo turno della coppa incontrò la Sampdoria e, ancora in virtù di un doppio pareggio, l'Aalborg superò il turno grazie alle reti segnate in trasferta. Nella successiva fase a gironi si fermò a causa dei soli 3 punti ottenuti nel proprio raggruppamento, frutto dell'unica vittoria sulla Lokomotiv Mosca.
Il successo del 2008 in patria ha consentito al club di disputare la fase a gironi della Champions League. Superato il secondo turno preliminare contro i bosniaci del Modriča (5-0 all'andata e 2-1 al ritorno), i danesi hanno eliminato il Kaunas con un doppio 2-0, che ha condotto l'Aalborg di accedere per la prima volta nella sua storia alla fase finale della Champions League. Inserita nel girone E con Manchester United, Villarreal e Celtic, dopo un pareggio al Celtic Park, la formazione biancorossa ha collezionato due sconfitte, un pari interno contro il Villarreal e la prima vittoria in Champions League, in casa contro il Celtic, eliminandolo dalla competizione. Il terzo posto ha permesso all'Aalborg di accedere ai sedicesimi di finale di Coppa UEFA, dove ha battuto il Deportivo La Coruña per 3-0 in Danimarca e 3-1 al Riazor; viene successivamente eliminato agli ottavi di finale dal Manchester City ai rigori.
Nella stagione 2013-2014 la squadra vince il campionato e la Coppa di Danimarca, battendo in finale il Copenhagen per 4-2. Nella Champions League 2014-2015 la squadra danese ha affrontato i campioni croati della Dinamo Zagabria al terzo turno preliminare. L'andata in casa dei danesi è finita 1-0 per la Dinamo Zagabria (gol di Marcelo Brozović), mentre al ritorno allo Stadio Maksimir di Zagabria l'Aalborg ha vinto 2-0 (doppietta di Anders K. Jacobsen al 36 ed all'85'), qualificandosi per i play-off. La squadra danese viene sorteggiata con l'APOEL Nicosia. All'andata in Danimarca la partita è finita 1-1 (gol di Thomsen per i danesi), mentre al ritorno la squadra biancorossa è stata superata dai ciprioti per 4-0.
Nella stagione 2014-2015 è stata ammessa in Europa League. La squadra danese, infatti, viene sorteggiata nel girone J con Dinamo Kiev, Steaua Bucarest e Rio Ave. Alla prima partita l'Aalborg ha subito un pesante 6-0 a Bucarest contro i romeni. Il 2 ottobre l'Aalborg ha vinto 1-0 in casa contro i portoghesi, grazie al gol di Nicklas Helenius, mentre il 23 ottobre i danesi vincono per 3-0 contro la Dinamo Kiev (doppietta di Nicolaj Thomsen e gol di Thomas Enevoldsen). Successivamente perdono 3-0 a Kiev, mentre, il 27 novembre, trionfano per 1-0 in casa contro la Steaua Bucarest (gol di Thomas Enevoldsen). Nell'ultima partita del girone, disputata l'11 dicembre, la squadra danese perde 2-0 in Portogallo; si qualificano comunque per i sedicesimi di finale, grazie al secondo posto ottenuto con nove punti conquistati. Ai sedicesimi di Europa League l'Aalborg incontra il Club Bruges, squadra belga, con la quale perde 3-1 nell’andata tra le mura amiche (per i danesi gol di Nicklas Helenius) e 3-0 al ritorno in Belgio, con un complessivo totale di 6-1.

## Strutture

### Stadio
Fin dal 1920, l'Aalborg gioca le sue partite interne nell'Aalborg Stadion (anche "Aalborg Parken"), aperto il 18 luglio 1920. Le prime panche per gli spettatori vennero costruite nel 1927, mentre nel 1937 fu edificata una tribuna in legno in grado di sostenere 3.000 spettatori. Nel 1960 la tribuna andò in fiamme e fu necessaria la costruzione di una tribuna in cemento, aperta nel 1962. Negli ultimi anni lo stadio è stato allargato e ricostruito con servizi moderni e la copertura su tutte le tribune.
L'impianto attualmente può ospitare 16.000 persone.

## Organico

### Rosa 2024-2025
Aggiornata al 28 ottobre 2024.
| N. |                        | Ruolo | Calciatore            |
| -- | ---------------------- | ----- | --------------------- |
| 1  | Germania (bandiera)    | P     | Vincent Müller        |
| 2  | Danimarca (bandiera)   | D     | Kristoffer Pallesen   |
| 3  | Danimarca (bandiera)   | D     | Jakob Ahlmann Nielsen |
| 4  | Paesi Bassi (bandiera) | D     | Lars Kramer           |
| 5  | Danimarca (bandiera)   | D     | Marc Nielsen          |
| 6  | Paesi Bassi (bandiera) | C     | Mylian Jiménez        |
| 7  | Brasile (bandiera)     | A     | Allan Sousa           |
| 8  | Svezia (bandiera)      | A     | Melker Widell         |
| 9  | Serbia (bandiera)      | A     | Milan Makarić         |
| 10 | Danimarca (bandiera)   | C     | Lucas Andersen        |
| 14 | Danimarca (bandiera)   | C     | Andreas Bruus         |
| 15 | Spagna (bandiera)      | D     | Diego Caballo         |
| 16 | Danimarca (bandiera)   | C     | Kasper Davidsen       |

| N. |                      | Ruolo | Calciatore        |
| -- | -------------------- | ----- | ----------------- |
| 17 | Danimarca (bandiera) | C     | Kasper Kusk       |
| 19 | Danimarca (bandiera) | A     | Anosike Ementa    |
| 20 | Danimarca (bandiera) | C     | Oliver Klitten    |
| 21 | Danimarca (bandiera) | C     | Mads Bomholt      |
| 22 | Danimarca (bandiera) | P     | Theo Sander       |
| 23 | Uganda (bandiera)    | C     | Robert Kakeeto    |
| 24 | Serbia (bandiera)    | D     | Vladimir Prijović |
| 25 | Danimarca (bandiera) | D     | Andreas Poulsen   |
| 28 | Danimarca (bandiera) | C     | Jeppe Pedersen    |
| 31 | Danimarca (bandiera) | A     | Anders Noshe      |
| 38 | Danimarca (bandiera) | A     | Oliver Ross       |
| 39 | Danimarca (bandiera) | A     | Kasper Høgh       |

### Rosa 2023-2024
Aggiornata al 15 gennaio 2024.
| N. |                      | Ruolo | Calciatore            |
| -- | -------------------- | ----- | --------------------- |
| 1  | Croazia (bandiera)   | P     | Josip Posavec         |
| 2  | Danimarca (bandiera) | D     | Kristoffer Pallesen   |
| 3  | Danimarca (bandiera) | D     | Jakob Ahlmann Nielsen |
| 4  | Danimarca (bandiera) | D     | Mathias Ross          |
| 5  | Norvegia (bandiera)  | D     | Daniel Granli         |
| 7  | Brasile (bandiera)   | A     | Allan Sousa           |
| 8  | Svezia (bandiera)    | A     | Melker Widell         |
| 9  | Serbia (bandiera)    | A     | Milan Makarić         |
| 10 | Danimarca (bandiera) | C     | Lucas Andersen        |
| 15 | Spagna (bandiera)    | D     | Diego Caballo         |
| 17 | Danimarca (bandiera) | C     | Kasper Kusk           |
| 19 | Danimarca (bandiera) | A     | Anosike Ementa        |

| N. |                        | Ruolo | Calciatore        |
| -- | ---------------------- | ----- | ----------------- |
| 20 | Danimarca (bandiera)   | C     | Oliver Klitten    |
| 21 | Paesi Bassi (bandiera) | D     | Lars Kramer       |
| 22 | Danimarca (bandiera)   | P     | Theo Sander       |
| 23 | Uganda (bandiera)      | C     | Robert Kakeeto    |
| 24 | Serbia (bandiera)      | D     | Vladimir Prijović |
| 25 | Danimarca (bandiera)   | D     | Andreas Poulsen   |
| 28 | Danimarca (bandiera)   | C     | Jeppe Pedersen    |
| 31 | Danimarca (bandiera)   | A     | Anders Noshe      |
| 32 | Danimarca (bandiera)   | C     | Mads Bomholt      |
| 38 | Danimarca (bandiera)   | A     | Oliver Ross       |
| 39 | Danimarca (bandiera)   | A     | Kasper Høgh       |
| 48 | Danimarca (bandiera)   | C     | Kasper Davidsen   |

### Rosa 2022-2023
Aggiornata al 7 luglio 2022.
| N. |                       | Ruolo | Calciatore            |
| -- | --------------------- | ----- | --------------------- |
| 1  | Croazia (bandiera)    | P     | Josip Posavec         |
| 2  | Danimarca (bandiera)  | D     | Kristoffer Pallesen   |
| 3  | Danimarca (bandiera)  | D     | Jakob Ahlmann Nielsen |
| 4  | Danimarca (bandiera)  | D     | Mathias Ross          |
| 5  | Norvegia (bandiera)   | D     | Daniel Granli         |
| 6  | Portogallo (bandiera) | C     | Pedro Ferreira        |
| 7  | Brasile (bandiera)    | A     | Allan Sousa           |
| 8  | Norvegia (bandiera)   | C     | Iver Fossum           |
| 9  | Serbia (bandiera)     | A     | Milan Makarić         |
| 10 | Danimarca (bandiera)  | C     | Lucas Andersen        |
| 14 | Danimarca (bandiera)  | C     | Malthe Højholt        |
| 15 | Danimarca (bandiera)  | D     | Anders Hagelskjær     |
| 17 | Danimarca (bandiera)  | C     | Kasper Kusk           |
| 18 | Danimarca (bandiera)  | C     | Louka Prip            |

| N. |                        | Ruolo | Calciatore        |
| -- | ---------------------- | ----- | ----------------- |
| 19 | Danimarca (bandiera)   | A     | Anosike Ementa    |
| 20 | Danimarca (bandiera)   | C     | Oliver Klitten    |
| 21 | Paesi Bassi (bandiera) | D     | Lars Kramer       |
| 22 | Danimarca (bandiera)   | P     | Theo Sander       |
| 23 | Uganda (bandiera)      | C     | Robert Kakeeto    |
| 24 | Serbia (bandiera)      | D     | Vladimir Prijović |
| 25 | Danimarca (bandiera)   | D     | Andreas Poulsen   |
| 28 | Danimarca (bandiera)   | C     | Jeppe Pedersen    |
| 29 | Danimarca (bandiera)   | A     | Marco Ramkilde    |
| 31 | Danimarca (bandiera)   | A     | Anders Noshe      |
| 38 | Danimarca (bandiera)   | A     | Oliver Ross       |
| 39 | Danimarca (bandiera)   | A     | Kasper Høgh       |
| 40 | Germania (bandiera)    | P     | Nico Mantl        |

### Rosa 2020-2021
| N. |                       | Ruolo | Calciatore          |
| -- | --------------------- | ----- | ------------------- |
| 1  | Svezia (bandiera)     | P     | Jacob Rinne         |
| 2  | Danimarca (bandiera)  | D     | Kristoffer Pallesen |
| 3  | Danimarca (bandiera)  | D     | Jakob Ahlmann       |
| 4  | Danimarca (bandiera)  | D     | Mathias Ross        |
| 5  | Danimarca (bandiera)  | D     | Andreas Poulsen     |
| 6  | Portogallo (bandiera) | C     | Pedro Ferreira      |
| 8  | Norvegia (bandiera)   | C     | Iver Fossum         |
| 10 | Danimarca (bandiera)  | C     | Lucas Andersen      |
| 11 | Svezia (bandiera)     | A     | Tim Prica           |
| 14 | Danimarca (bandiera)  | C     | Malthe Højholt      |
| 15 | Danimarca (bandiera)  | D     | Lukas Klitten       |
| 16 | Danimarca (bandiera)  | C     | Magnus Christensen  |

| N. |                      | Ruolo | Calciatore        |
| -- | -------------------- | ----- | ----------------- |
| 17 | Danimarca (bandiera) | C     | Kasper Kusk       |
| 18 | Norvegia (bandiera)  | A     | Martin Samuelsen  |
| 19 | Francia (bandiera)   | A     | Timothé Nkada     |
| 20 | Danimarca (bandiera) | A     | Oliver Klitten    |
| 22 | Danimarca (bandiera) | P     | Andreas Hansen    |
| 23 | Uganda (bandiera)    | C     | Robert Kakeeto    |
| 24 | Serbia (bandiera)    | D     | Vladimir Prijović |
| 25 | Danimarca (bandiera) | C     | Frederik Børsting |
| 26 | Danimarca (bandiera) | D     | Rasmus Thelander  |
| 30 | Spagna (bandiera)    | A     | Rufo              |
| 31 | Norvegia (bandiera)  | D     | Daniel Granli     |
| 35 | Danimarca (bandiera) | C     | Marcus Hannesbo   |

### Rose delle stagioni precedenti
- 2011-2012
- 2016-2017
- 2017-2018

## Palmarès

### Competizioni nazionali
- Campionato danese: 4

1994-1995, 1998-1999, 2007-2008, 2013-2014
- Coppa di Danimarca: 3

1965-1966, 1969-1970, 2013-2014
- 1. Division: 2

1962, 1978

### Competizioni internazionali
- Coppa Piano Karl Rappan: 1

1992

### Altri piazzamenti
- Campionato danese:

Secondo posto: 1969
Terzo posto: 2006-2007
- Coppa di Danimarca:

Finalista: 1967, 1987, 1991, 1993, 1999, 2000, 2004, 2008-2009, 2019-2020, 2022-2023
Semifinalista: 2002-2003, 2003-2004, 2015-2016, 2018-2019
- Supercoppa di Danimarca:

Finalista: 1995, 1999, 2004
- 1. Division:

Secondo posto: 2023-2024

## Statistiche

### Statistiche nelle competizioni UEFA
Tabella aggiornata alla fine della stagione 2018-2019.
| Competizione                  | Partecipazioni | G  | V  | N | P  | RF | RS |
| ----------------------------- | -------------- | -- | -- | - | -- | -- | -- |
| UEFA Champions League         | 4              | 24 | 7  | 6 | 11 | 31 | 39 |
| Coppa delle Coppe             | 3              | 6  | 1  | 1 | 4  | 3  | 12 |
| Coppa UEFA/UEFA Europa League | 8              | 32 | 10 | 7 | 15 | 34 | 47 |
| Coppa Intertoto               | 4              | 16 | 8  | 4 | 5  | 25 | 24 |

## Statistiche e cronologia recente
- 57 stagioni in massima serie;
- 19 stagioni in seconda serie;
- 5 stagioni in terza serie.

| Stagione  | Serie | Pos. | G  | V  | N  | P  | GF | GS | Pt. | Coppa        |
| --------- | ----- | ---- | -- | -- | -- | -- | -- | -- | --- | ------------ |
| 1996-1997 | 1D    | 5    | 33 | 12 | 11 | 10 | 46 | 40 | 47  | quarti di f. |
| 1997-1998 | 1D    | 7    | 33 | 12 | 8  | 13 | 54 | 48 | 44  | quarti di f. |
| 1998-1999 | 1D    | 1    | 33 | 17 | 13 | 3  | 65 | 37 | 64  | finale       |
| 1999-2000 | 1D    | 5    | 33 | 12 | 13 | 8  | 57 | 40 | 49  | finale       |
| 2000-2001 | 1D    | 5    | 33 | 13 | 10 | 10 | 51 | 49 | 49  | 5º turno     |
| 2001-2002 | 1D    | 4    | 33 | 16 | 6  | 11 | 52 | 45 | 54  | quarti di f. |
| 2002-2003 | 1D    | 6    | 33 | 14 | 4  | 15 | 42 | 45 | 46  | semifinali   |
| 2003-2004 | 1D    | 5    | 33 | 16 | 9  | 8  | 55 | 41 | 57  | finale       |
| 2004-2005 | 1D    | 4    | 33 | 15 | 8  | 10 | 59 | 45 | 53  | 5º turno     |
| 2005-2006 | 1D    | 5    | 33 | 11 | 12 | 10 | 48 | 44 | 45  | semifinali   |
| 2006-2007 | 1D    | 3    | 33 | 18 | 7  | 8  | 55 | 34 | 61  | 2º turno     |
| 2007-2008 | 1D    | 1    | 33 | 20 | 5  | 6  | 56 | 38 | 65  | 4º turno     |
| 2008-2009 | 1D    | 8    | 33 | 9  | 12 | 12 | 40 | 49 | 39  | finale       |
| 2009-2010 | 1D    | 5    | 33 | 13 | 9  | 11 | 36 | 30 | 48  | 4º turno     |
| 2010-2011 | 1D    | 10   | 33 | 8  | 11 | 14 | 38 | 48 | 35  | quarti di f. |
| 2011-2012 | 1D    | 7    | 33 | 12 | 8  | 13 | 42 | 48 | 44  | 2º turno     |
| 2012-2013 | 1D    | 5    | 33 | 13 | 8  | 12 | 51 | 46 | 47  | 4º turno     |
| 2013-2014 | 1D    | 1    | 33 | 18 | 8  | 7  | 60 | 38 | 62  | Vincitore    |
| 2014-2015 | 1D    | 5    | 33 | 13 | 9  | 11 | 39 | 31 | 45  | quarti di f. |
| 2015-2016 | 1D    | 5    | 33 | 15 | 5  | 13 | 56 | 44 | 50  | semifinali   |

## Football americano
Fino al 2022 la polisportiva ha avuto una sezione di football americano, gli AaB 89ers.